# Standing Next to You
Standing Next to You è un singolo del cantante sudcoreano Jung Kook, pubblicato il 3 novembre 2023 come terzo estratto dal primo album in studio Golden.

## Antefatti e pubblicazione
Standing Next to You è stato annunciato il 15 ottobre 2023 come singolo promozionale e quarta traccia dell'album di debutto solista di Jung Kook, Golden. Ha segnato la seconda collaborazione tra l'artista, il musicista statunitense Andrew Watt e il produttore canadese Cirkut dopo Seven, uscito nel precedente mese di luglio. Il giorno successivo un poster ha svelato la data di uscita, il 3 novembre, in concomitanza con l'album.
Un remix a cui ha partecipato il cantante statunitense Usher è stato commercializzato il 1º dicembre 2023 e incluso nel successivo album di Usher Coming Home.

## Promozione
Jung Kook ha eseguito per la prima volta Standing Next to You insieme a una band live durante il party commemorativo per l'uscita di Golden organizzato da iHeartRadio il 5 novembre 2023. Si è esibito con la canzone anche a Late Night with Jimmy Fallon il 7 novembre, Today Show l'8 novembre, e a sorpresa sul TSX Entertainment Stage di Times Square il 9 novembre. Ha registrato Standing Next to You per la serie Audacy Live della radio statunitense Audacy, il cui video è stato caricato su YouTube il 14 novembre, mentre il 4 dicembre si è esibito al programma giapponese CDTV.

## Video musicale
Il video musicale, diretto da Tanja Muïn'o, è stato pubblicato in concomitanza con l'uscita del singolo. Girato a Budapest, ha per protagonista Jung Kook che insegue una "misteriosa femme fatale [...] mettendo in mostra le sue capacità di ballerino attraverso una coreografia elaborata". Dal caricamento all'8 marzo 2024 è stato visto oltre 100 milioni di volte.

## Accoglienza
Secondo Michael Cragg dell'Observer, Standing Next to You è una delle tracce che contribuisce a far "decollare" Golden permettendo a Jung Kook di concentrarsi sul suo "falsetto mielato". Alexis Petridis del Guardian ha invece scritto che è "l'unico vero fiasco" dell'album che "inizia in modo favoloso – un'introduzione grande, clamorosa, dal suono vivo che avrebbe potuto uscire da Random Access Memories dei Daft Punk – poi si trasforma in pallida disco-house mid-tempo".
Standing Next to You è stata inserita nella lista delle 50 tracce K-pop migliori del 2023 stilata da Dazed (in posizione 28) e tra le 100 canzoni più belle dell'anno secondo il Los Angeles Times (al 25º posto).

## Tracce
Testi e musiche di Andrew Watt, Henry Walter, Ali Tamposi e Jon Bellion.
CD, download digitale e streaming
1. Standing Next to You – 3:26

Download digitale e streaming – The Remixes
1. Standing Next to You – 3:26
2. Standing Next to You (Instrumental) – 3:22
3. Standing Next to You (Slow Jam remix) – 3:16
4. Standing Next to You (PBR&B remix) – 3:16
5. Standing Next to You (Latin Trap remix) – 2:56
6. Standing Next to You (Holiday remix) – 3:18
7. Standing Next to You (Future Funk remix) – 3:17
8. Standing Next to You (Band version) – 3:24

Download digitale e streaming – Usher Remix
1. Standing Next to You (feat. Usher) (Usher Remix) – 3:26 (Andrew Watt, Henry Walter, Ali Tamposi, Jon Bellion, Johntá Austin, Usher)

## Formazione
- Jung Kook – voce, cori
- Jon Bellion – scrittura, cori
- Bryce Bordone – assistenza al missaggio
- Mike Bozzi – mastering
- Braden Bursteen – assistenza alla registrazione
- Cirkut (Henry Walter) – produzione, scrittura, tastiera, batteria, programmazione, cori
- Chris Gehringer – mastering
- Șerban Ghenea – missaggio
- Jordan Katz – tromba, flicorno soprano, trombone
- James King – sassofono tenore, sassofono baritono, sassofono contralto
- Paul LaMalfa – registrazione
- Marco Sonzini – registrazione
- Ali Tamposi  – scrittura
- Tommy Turner – assistenza alla registrazione
- Andrew Watt – produzione, scrittura, tastiera, chitarra, cori, piano, basso, batteria, percussioni

## Classifiche

### Classifiche settimanali
| Classifica (2023)   | Posizione massima |
| ------------------- | ----------------- |
| Arabia Saudita      | 4                 |
| Argentina           | 97                |
| Australia           | 33                |
| Austria             | 51                |
| Belgio (Fiandre)    | 43                |
| Bolivia             | 19                |
| Brasile             | 47                |
| Canada              | 30                |
| Corea del Sud       | 6                 |
| Emirati Arabi Uniti | 1                 |
| Filippine           | 3                 |
| Francia             | 44                |
| Germania            | 55                |
| Giappone            | 12                |
| Grecia              | 10                |
| Hong Kong           | 3                 |
| India               | 2                 |
| Indonesia           | 2                 |
| Irlanda             | 19                |
| Lettonia            | 9                 |
| Lituania            | 2                 |
| Lussemburgo         | 20                |
| Malaysia            | 2                 |
| Medio Oriente       | 1                 |
| Nordafrica          | 3                 |
| Nuova Zelanda       | 25                |
| Panama              | 6                 |
| Paesi Bassi         | 71                |
| Perù                | 8                 |
| Polonia             | 63                |
| Portogallo          | 24                |
| Regno Unito         | 3                 |
| Singapore           | 2                 |
| Slovacchia          | 53                |
| Stati Uniti         | 5                 |
| Svezia              | 75                |
| Svizzera            | 35                |
| Taiwan              | 4                 |
| Vietnam             | 4                 |

### Classifiche di fine anno
| Classifica (2024) | Posizione |
| ----------------- | --------- |
| Bielorussia       | 46        |
| Corea del Sud     | 121       |
| Filippine         | 53        |
| Kazakistan        | 7         |
| Russia            | 21        |

## Riconoscimenti
- Billboard Music Award
  - 2024 – Miglior canzone K-pop globale[49]
  - 2024 – Candidatura Canzone più venduta[50]

- MAMA Award[51]
  - 2024 – Miglior esibizione di danza di un solista maschile
  - 2024 – Candidatura Canzone dell'anno

- Melon Popularity Award[52]
  - Premio popolarità settimanale 20 novembre 2023
  - Premio popolarità settimanale 27 novembre 2023
  - Premio popolarità settimanale 4 dicembre 2023
- Music Awards Japan
  - 2025 – Candidatura Miglior canzone K-pop in Giappone[53]

### Premi dei programmi musicali
- M Countdown
  - 9 novembre 2023[54]
  - 16 novembre 2023[55]